# Geversdorf
Geversdorf is een dorp en voormalige gemeente in de Duitse deelstaat Nedersaksen. De gemeente was onderdeel van de Samtgemeinde Am Dobrock in het Landkreis Cuxhaven. Geversdorf besloot per 1 januari 2016 te fuseren met Cadenberge; zie voor meer informatie aldaar. Tegelijkertijd fuseerde de oude Samtgemeinde met de Samtgemeinde Land Hadeln, waarbij Land Hadeln de naam werd voor de nieuwe Samtgemeinde. 

## Kerk
In het dorp staat op een wierde de evangelisch-lutherse Sint-Andreaskerk. De kerk wordt voor het eerst genoemd in een oorkonde uit 1233.
- Gemeinsame Normdatei: 4020813-8
- Library of Congress Control Number: n88141764
- Nationale Bibliotheek van Israël: 987007567335905171
- Virtual International Authority File: 156045444